# Erika Jänkä
Erika Jänkä (ur. 23 listopada 1995 w Perho) – fińska biathlonistka i biegaczka narciarska, olimpijka z Pekinu 2022.

## Życie prywatne
Wychowała się w Hämeenlinnie. Obecnie mieszka w Vuokatti. Jest funkcjonariuszką fińskiej straży granicznej.

## Kariera
Na arenie międzynarodowej zadebiutowała w 2012. W 2020 po raz pierwszy zakwalifikowała się na mistrzostwa świata seniorów. W 2022 wystąpiła na igrzyskach olimpijskich.
Prócz biathlonu uprawiała także biegi narciarskie (jej największy sukces to 14. miejsce w mistrzostwach Finlandii) oraz strzelectwo (kilka medali młodzieżowych mistrzostw Finlandii).

## Osiągnięcia

### Zimowe igrzyska olimpijskie
| Rok  | Miejscowość | Konkurencje | Konkurencje | Konkurencje | Konkurencje | Konkurencje | Konkurencje | Konkurencje |
| Rok  | Miejscowość | IN          | SP          | PU          | MS          | RL          | MR          | SR          |
| ---- | ----------- | ----------- | ----------- | ----------- | ----------- | ----------- | ----------- | ----------- |
| 2022 | Pekin       | –           | 73.         | –           | –           | 16.         | –           | nd.         |

### Mistrzostwa świata
| Rok  | Miejscowość | Konkurencje | Konkurencje | Konkurencje | Konkurencje | Konkurencje | Konkurencje | Konkurencje |
| Rok  | Miejscowość | IN          | SP          | PU          | MS          | RL          | MR          | SR          |
| ---- | ----------- | ----------- | ----------- | ----------- | ----------- | ----------- | ----------- | ----------- |
| 2020 | Anterselva  | –           | –           | –           | –           | 11.         | –           | –           |
| 2021 | Pokljuka    | 81.         | 62.         | –           | –           | 14.         | –           | –           |
| 2023 | Oberhof     | 54.         | –           | –           | –           | 13.         | –           | –           |
| 2025 | Lenzerheide | dnf.        | 76.         | –           | –           | –           | –           | –           |

### Mistrzostwa Europy
| Rok  | Miejscowość    | Konkurencje | Konkurencje | Konkurencje | Konkurencje | Konkurencje | Konkurencje | Konkurencje |
| Rok  | Miejscowość    | IN          | SP          | PU          | MS          | RL          | MR          | SR          |
| ---- | -------------- | ----------- | ----------- | ----------- | ----------- | ----------- | ----------- | ----------- |
| 2017 | Duszniki-Zdrój | 48.         | 64.         | –           | nd.         | nd.         | 15.         | –           |
| 2019 | Raubiczy       | 55.         | 49.         | 29.         | nd.         | nd.         | 13.         | –           |

### Mistrzostwa świata juniorów
| Rok  | Miejscowość     | Konkurencje | Konkurencje | Konkurencje | Konkurencje | Konkurencje | Konkurencje | Konkurencje |
| Rok  | Miejscowość     | IN          | SP          | PU          | MS          | RL          | MR          | SR          |
| ---- | --------------- | ----------- | ----------- | ----------- | ----------- | ----------- | ----------- | ----------- |
| 2014 | Presque Isle    | –           | –           | –           | nd.         | 12.         | nd.         | nd.         |
| 2016 | Cheile Grădişte | 54.         | 31.         | 48.         | nd.         | 10.         | nd.         | nd.         |

### Zimowe igrzyska olimpijskie młodzieży
| Rok  | Miejscowość | Konkurencje | Konkurencje | Konkurencje | Konkurencje | Konkurencje | Konkurencje | Konkurencje |
| Rok  | Miejscowość | IN          | SP          | PU          | MS          | RL          | MR          | SR          |
| ---- | ----------- | ----------- | ----------- | ----------- | ----------- | ----------- | ----------- | ----------- |
| 2012 | Innsbruck   | nd.         | 31.         | 36.         | nd.         | nd.         | 16.         | nd.         |

### Puchar Świata

#### Miejsca w klasyfikacji generalnej
| Sezon     | Miejsc            |
| --------- | ----------------- |
| 2016/2017 | niesklasyfikowana |
| 2017/2018 | nie brała udziału |
| 2018/2019 | nie brała udziału |
| 2019/2020 | niesklasyfikowana |
| 2020/2021 | niesklasyfikowana |
| 2021/2022 | niesklasyfikowana |
| 2022/2023 | niesklasyfikowana |
| 2023/2024 | niesklasyfikowana |
| 2024/2025 | niesklasyfikowana |